# آنجو، پیونگان جنوبی
آنجو، پیونگان جنوبی (به لاتین: Anju, South Pyongan) یک شهر در کره شمالی است که در استان پیونگان جنوبی واقع شده‌است.

## خصوصیات
آنجو ۲۴۰٬۱۱۷ نفر جمعیت دارد.